# موجارة طويلة المنقار
موجارة طويلة المنقار (الاسم العلمي: Gerres longirostris) (بالإنجليزية: Strongspine silver-biddy)‏ هي نوع من الأسماك تتبع جنس الموجارة من فصيلة الموجارات.